# Letov Š-331
Letov Š-331 byl československý jednomístný dvouplošný stíhací letoun postavený továrnou Letov. Byl navržen inženýrem Aloisem Šmolíkem jako pokračování řady započaté typem Š-31 a poprvé vzlétl v roce 1935. Vznikl pouze jeden prototyp, později prodaný španělským republikánským silám, které jej používaly během občanské války.

## Vznik a vývoj
Letoun Š-331 vznikl na podzim 1934 zástavbou motoru Gnome-Rhône 14K, zakrytý prstencem typu NACA, do draku typu Š-321. Projekt vznikl z iniciativy a na náklady továrny Letov, která chtěla ověřit možnosti zvýšení výkonů svého Š-231, a vylepšený stroj nabídnout jak československému MNO, tak na vývoz, zejména do balkánských zemí.

## Použití
Jediný vyrobený Š-331.1 byl zalétán pilotem Kovandou 14. ledna 1935 a po skončení továrních zkoušek, během kterých jako první letadlo československé konstrukce překonalo rychlost 400 km/h, na něm tovární zkušební pilot Jan Anderle 29. května dosáhl nového československého výškového rekordu, v hodnotě 10 650 m. 5. června 1935 byla stroji přidělena civilní imatrikulace OK-VOD a Jan Anderle s ním 8. června odletěl na předváděcí turné do Jugoslávie a Bulharska, kde jeho letovou ukázku zhlédl i car Boris III. Mezi 8. říjnem a 11. listopadem 1935 následovalo předvedení typu v Řecku a Turecku. Na turecké základně Eskišehir došlo 16. října k odtržení potahu a poškození kostry trupu při ukázce střemhlavého letu, když se Anderle pokusil konkurovat výkonům v Turecku také nabízeného amerického typu Curtiss F11C. Lehké poškození bylo opraveno do následujícího dne, kdy za řízení stroje usedl také zkušební pilot zdejšího letectva, pozdější generál a senátor, Enver Akoglu. Ačkoliv předvádění v zahraničí proběhlo úspěšně, nepodařilo se získat žádnou zakázku, k sériové výrobě stroje nedošlo a typ zůstal ve vlastnictví továrny Letov, která jej užívala ke  zkouškám.
V roce 1937 byl Š-331.1 prodán španělské vládě v rámci dodávky letounů Š-231. Další osud stroje na španělském území není znám, pravděpodobně byl zničen v bojích.

## Uživatelé

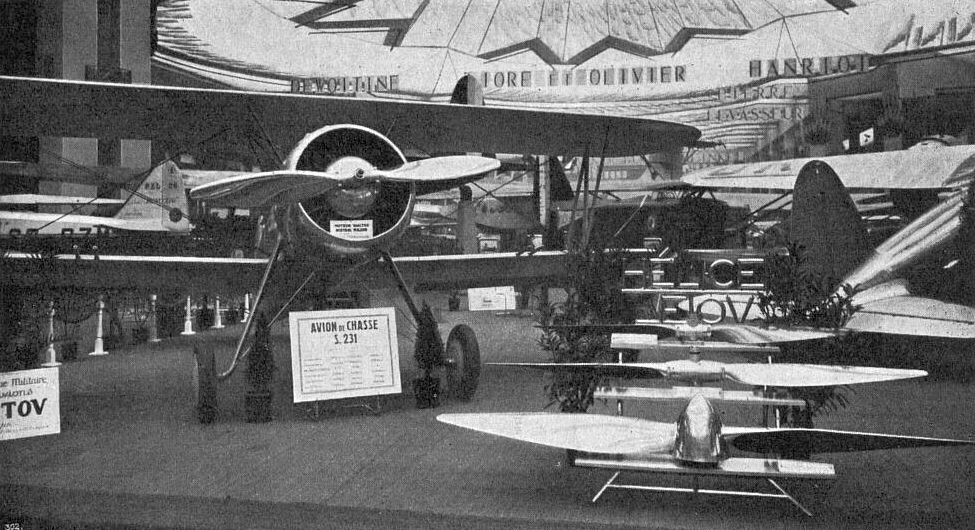
Š-331.1 vystavovaný (pod označením Š.231) na XIV. aerosalonu v Paříži (1934)

- Československo
  - VTLÚ (zkoušky)
- Španělská republika
  - Letectvo Španělské republiky

## Specifikace (Š-331.1)

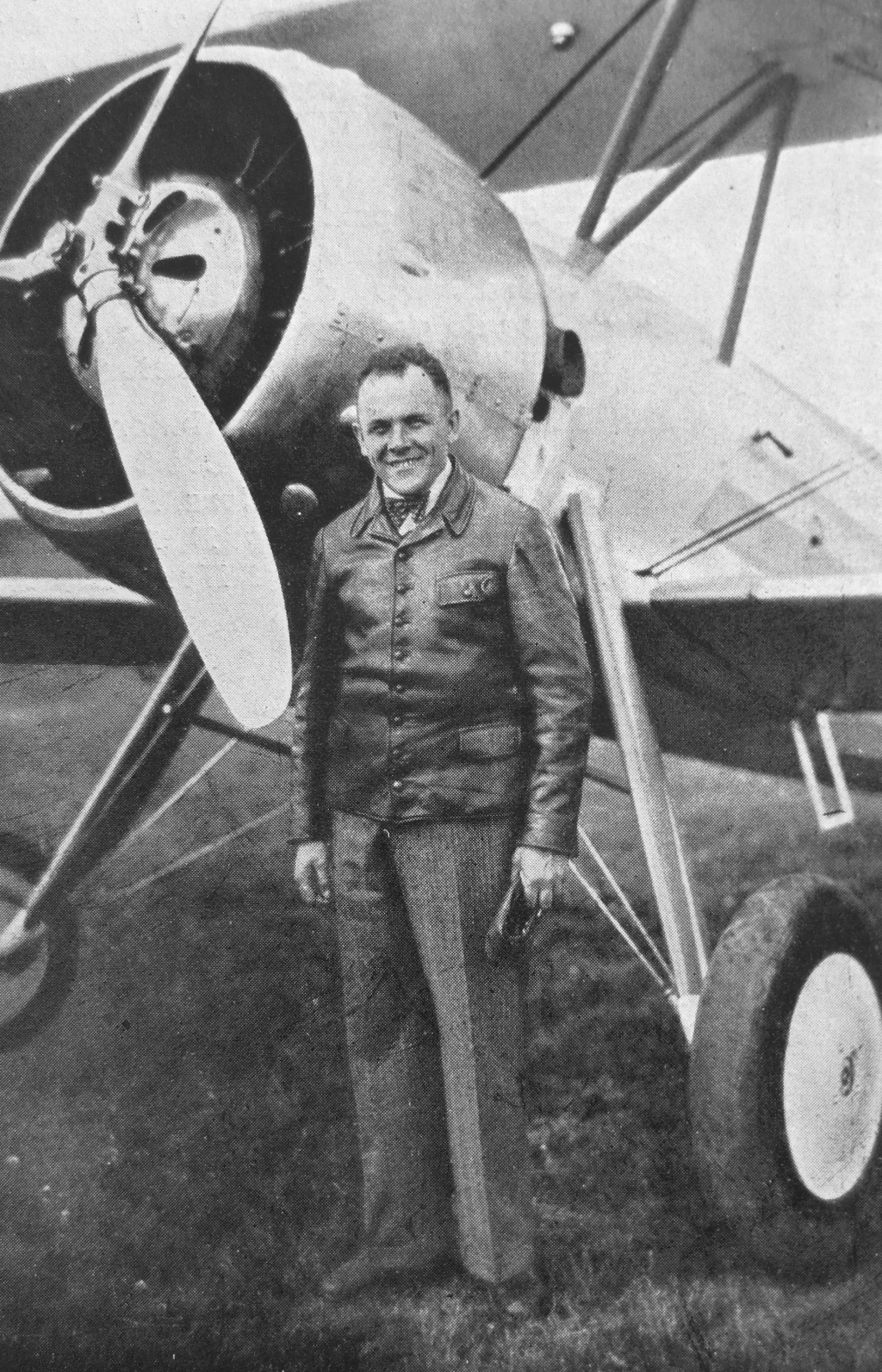
Jan Anderle před Š-331

Údaje dle

### Technické údaje
- Osádka: 1 (pilot)
- Rozpětí: 10,06 m
- Délka: 7,90 m
- Nosná plocha: 21,50 m²
- Hmotnost prázdného letounu: 1 450 kg
- Vzletová hmotnost: 1 950 kg
- Pohonná jednotka: 1 × vzduchem chlazený dvouhvězdicový čtrnáctiválec Water K-14-II pohánějící třílistou kovovou vrtuli
- Výkon pohonné jednotky: 900 k (661 kW)

### Výkony
- Maximální rychlost: 405 km/h (v 4 000 m)
- Cestovní rychlost: 385 km/h
- Dostup: 11 200 m
- Čas výstupu do 5 000 m: 6' 7"
- Dolet: 410 km

### Výzbroj
- 4 × kulomet vz. 30 ráže 7,92 mm[p 2]